# Măgura Nouă, Fălești
Măgura Nouă este un sat situat în vestul Republicii Moldova, în Raionul Fălești. Aparține administrativ de comuna Pietrosu. La recensământul din 2004 avea o populație de 140 locuitori.